# Melon

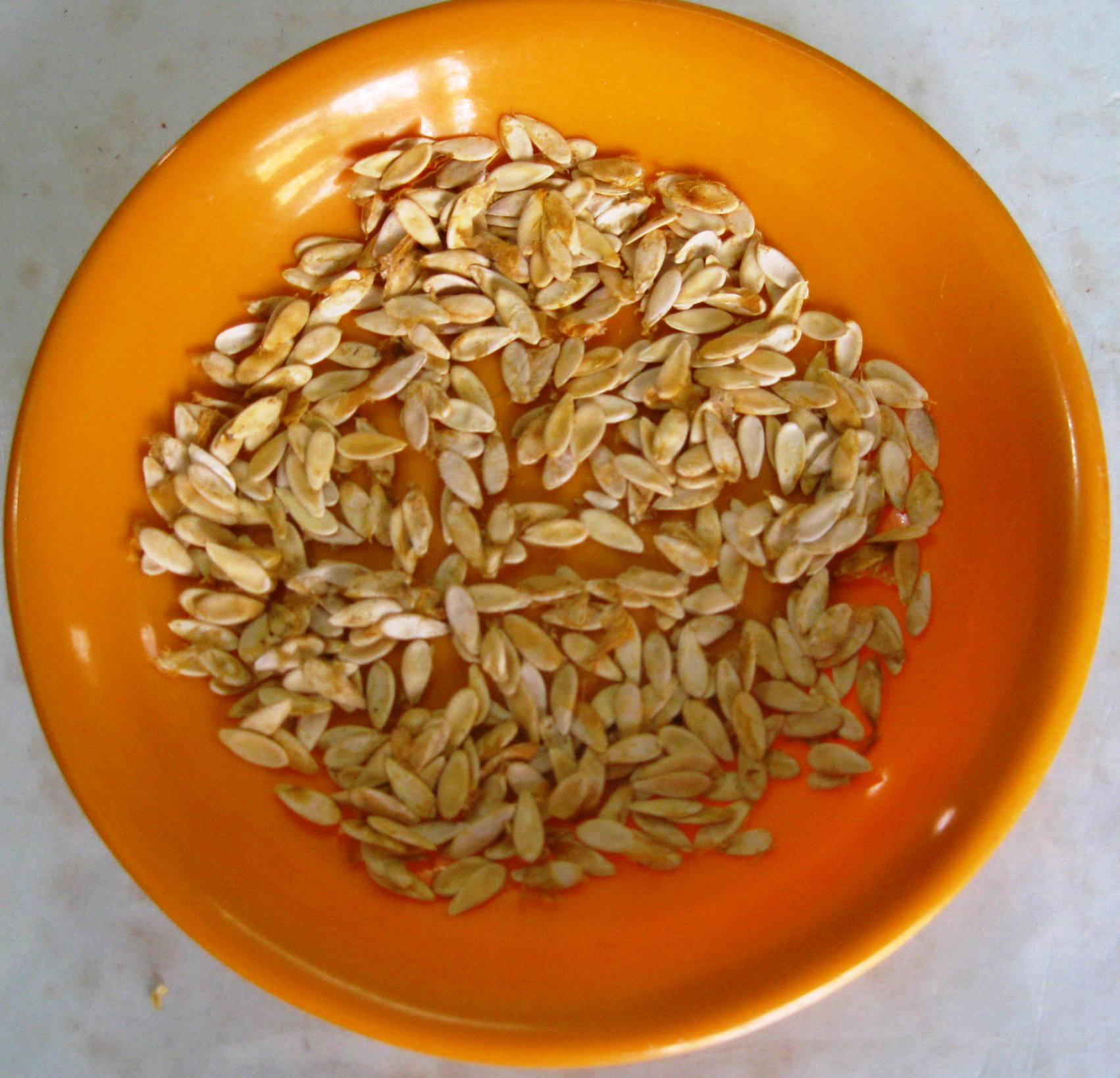
Muskmelon frön

Melon, matmelon eller sockermelon (Cucumis melo) är en gurkväxt i gurksläktet. Den är en ettårig klängväxt. Meloner, liksom gurkor, är biologiskt sett bär.
Det finns en mycket stor mängd underarter och varieteter av melon. Sockermelonen härstammar från Asiens varma delar där den odlats i tusentals år. Via Mindre Asien spreds de till Europa och Afrika. Exakt när detta skedde är inte känt, men romarna kände till melonen eftersom den förekommer i romersk konst. Columbus anses ha fört melonen med sig till den amerikanska kontinenten där den har blivit en viktig gröda. Meloner odlas i växthus i kyligare länder och på friland i varmare länder. Kina och USA är dagens (2007) största producenter av sockermelon.
Vattenmeloner, som också tillhör familjen gurkväxter, utgör dock ett eget släkte med det vetenskapliga namnet Citrullus.

## Användning
Meloner äts som frukost, mellanmål, dessertfrukt, i sallader och som tillbehör till varmrätter. Man äter fruktköttet, men inte skalet. Meloner innehåller cirka 90 procent vatten. Fruktköttet ger cirka 36 kcal (152 kJ) per 100 g. Meloner är temperaturkänsliga, särskilt omogna meloner, och kan få köldskador om de förvaras för kallt.

## Odlade meloner
Nätmelon (Reticulatus-Gruppen)
Gul, klotrund, relativt stor med ett skrovligt nätmönster på hela ytan. Gulorange fruktkött. Hållbar upp till 14 dagar vid kylförvaring, upp till 5 dagar vid rumstemperatur. Galiamelon är en sort av nätmelon.
Honungsmelon (Inodorus-Gruppen)
Tidiga sorter är gula, senare sorter mörkgröna, med glatt skal och längsgående fåror. Spetsiga ändar. Honungsmelonen är mindre än nätmelonen. Ljusgult fruktkött. Hållbar upp till 20 dagar vid kylförvaring, upp till 14 dagar vid rumstemperatur. Grodskinnsmelon, även Piel de Sapo, är en honungsmelon som importeras från Spanien. Namnet har den fått efter skalets färg, gulgrönt med mörkare gröna fläckar och strimmor. Fruktköttet är ljusgrönt, sprött och saftigt. Kärnorna är samlade i en hålighet mitt i frukten. Melonen förvaras mellan 12 och 14°C.
Cantaloupmelon (Cantaloupe-Gruppen)
De sorter som förekommer i svensk handel har ofta grönaktigt och nätmönstrat skal. En liten (10–15 cm) melon. Ljusgrönt eller orange fruktkött. Hållbar upp till 14 dagar vid kylförvaring, upp till 5 dagar vid rumstemperatur. Charantaismelon är en typ av cantaloupmelon, med gulgrönt skal med mörkare längsgående strimmor ofta med ett ljusare nätmönster, små meloner. Söta och aromatiska. Hållbar upp till 14 dagar vid kylförvaring, upp till 3 dagar vid rumstemperatur. Ogenmelon (Cucumis melo 'Ogen') är en sort av cantaloupmelon.
Pepino eller pepinomelon (Solanum muricatum) är inte besläktad med vanlig melon. Den kommer från Peru. Dess smak är en blandning av melon, persika och päron.